# Премия имени Ф. П. Саваренского
Премия имени Ф. П. Саваренского — премия Российской академией наук за научные работы в области гидрогеологии и геокриологии.

## История
Присуждается АН СССР с 1949  года.
В настоящее время присуждается Отделением океанологии, физики атмосферы и географии РАН за выдающиеся работы в области исследования вод суши.
Премия названа в честь русского, советского инженера-геолога, гидрогеолога Фёдора Петровича Саваренского.

## Лауреаты премии
На конец 2021 года награда была вручена следующим учёным:
- 1949 — Николай Клементьевич Игнатович — За работу по гидрогеологии Русской Платформы
- 1949 — Иван Иванович Трофимов — За работу «Основы инженерной геологии Таджикистана»
- 1952 — Виктор Александрович Приклонский — За работы: «Грунтоведение». ч. I, «Геологические основы грунтоведения», т.т. I и II и «Инженерно-геологическая характеристика генетических типов и комплексов горных пород»
- 1959 — Григорий Николаевич Каменский — За работу «Гидрогеология СССР»
- 1959 — Нестор Иванович Толстихин — За работу «Гидрогеология СССР»
- 1959 — Матильда Моисеевна Толстихина — За работу «Гидрогеология СССР»
- 1962 — Иван Васильевич Попов — За работу «Инженерная геология СССР», ч. I «Общие основы региональной инженерной геологии», опубликованную в 1961 году
- 1965 — Петр Александрович Киселёв — За работы «Исследование баланса грунтовых вод по колебаниям их уровня» (издание 1961 г.) и «Исследование закономерностей режима грунтовых вод в районе Полесской низменности на основе гидродинамического анализа» (раздел книги «Режим и баланс подземных вод», издание 1964 г.)
- 1968 — Алексей Иванович Силин-Бекчурин — За монографию «Подземные воды Северной Африки», издание 1962 года
- 1971 — Борис Иванович Куделин — За серию работ по оценке естественных ресурсов подземных вод и «Карту подземного стока СССР»
- 1974 — Серафим Иванович Смирнов — За монографию «Происхождение солености подземных вод седимантационных бассейнов. Анализ проблемы методами термодинамики и физико-химической гидродинамики», издание 1971 года
- 1977 — Алексей Александрович Коноплянцев — За работу «Прогноз и картирование режима грунтовых вод»
- 1977 — Станислав Михайлович Семёнов — За работу «Прогноз и картирование режима грунтовых вод»
- 1980 — Игорь Семёнович Зекцер — За работу «Закономерности формирования подземного стока и научно-методические основы его изучения» (издательство «Наука», 1977 год)
- 1983 — Станислав Романович Крайнов — За монографию «Основы геохимии подземных вод»
- 1983 — Владимир Михайлович Швец — За монографию «Основы геохимии подземных вод»
- 1986 — Надежда Павловна Затенацкая — За серию работ по изучению поровых вод в осадочных породах
- 1989 — Николай Иванович Плотников — За монографию «Гидрогеология рудных месторождений»
- 1989 — Игорь Иванович Рогинц — За монографию «Гидрогеология рудных месторождений»
- 1992 — Николай Александрович Маринов — За монографию «Гидрогеология Европы» (в 2-х томах)
- 1992 — Нестор Иванович Толстихин — За монографию «Гидрогеология Европы» (в 2-х томах)
- 1992 — Люси Игоревна Флёрова — За монографию «Гидрогеология Европы» (в 2-х томах)
- 1995 — Мартин Гайкович Хубларян — За монографию «Водные потоки: модели течений и качества вод суши»
- 1998 — Владимир Серафимович Ковалевский — За монографию «Влияние изменений гидрогеологических условий на окружающую среду»
- 2001 — Роальд Гамидович Джамалов — За работу «Карта гидрогеологических условий иподземного стока Мира» в масштабе 1:10000000
- 2001 — Игорь Семенович Зекцер — За работу «Карта гидрогеологических условий и подземного стока Мира» в масштабе 1:10000000
- 2004 — Валерий Александрович Мироненко — За монографию «Проблемы гидроэкологии»
- 2004 — Вячеслав Гениевич Румынин — за монографию «Проблемы гидрогеоэкологии»
- 2007 — Степан Львович Шварцев — За монографию «Гидрогеохимия зоны гипергенеза», монографиию "Геологическая эволюция и саморганизация системы «порода-вода» (том 1 "Система вода-порода в земной коре: взаимодействие, равновесие и моделирование) и 15 статей.
- 2010 — Анатолий Максимович Никаноров — За монографию «Научные основымониторинга качества вод» и учебник «Гидрохимия»
- 2013 — Владислав Александрович Румянцев — За серию научных работ «Стохастические методы в гидрологии»
- 2013 — Игорь Васильевич Бовыкин — За серию научных работ «Стохастические методы в гидрологии»
- 2013 — Юрий Александрович Трапезников — За серию научных работ «Стохастические методы в гидрологии»
- 2016 — Борис Николаевич Рыженко — за монографию «Геохимия подземных вод. Теоретические, прикладные и экологические аспекты»
- 2016 — Владимир Михайлович Швец — за монографию «Геохимия подземных вод. Теоретические, прикладные и экологические аспекты»
- 2019 — Сергей Гавриилович Добровольский — за цикл работ в области глобальной гидрологии: монографии «Глобальные изменения речного стока» и «Глобальная гидрология»